# 正親町三条尹子
正親町三条 尹子（おおぎまちさんじょう ただこ、応永24年〈1412年〉 - 宝徳元年8月9日〈1449年8月27日〉）は、室町幕府6代将軍・足利義教の継室。父は権大納言である正親町三条公雅。院号は瑞春院。

## 生涯
権大納言である正親町三条公雅の娘として生まれる。兄に正親町三条実雅がいる。1431年（永享3年）、尹子はそれまでは足利義教の側室であったが、義教と正室の日野宗子のそりが合わなかったことから尹子が継室となる。以後、宗子は「本御台」、尹子は「新御台」と呼ばれ、正室が2人いる状態となった。その後、義教は宗子と離縁する。
1437年（永享9年）に従一位となる。養母として義教の長男である足利義勝を育てた。1441年（嘉吉元年）に赤松満祐によって義教が殺害されたため出家し、瑞春院と号した。
宝徳元年（1449年）8月9日没。享年38。嵯峨二尊院に葬られた（『康富記』宝徳元年8月9日条）。